# Roukiata Ouedraogo
Pour les articles homonymes, voir Ouedraogo.
Roukiata Ouédraogo est une actrice et humoriste franco-burkinabé, née en 1979.

## Biographie

### Jeunesse au Burkina Faso
Roukiata Ouédraogo, née en 1979 au Burkina Faso, grandit à Fada N'Gourma puis dans les faubourgs de Ouagadougou quand elle entre en classe de quatrième. Sa famille est originaire de Somiaga. Son père est fonctionnaire et sa mère, femme au foyer, est impliquée dans le monde associatif. Son père et son frère ont fait du théâtre amateur, le premier étant un ami proche de l'acteur Sotigui Kouyaté. Plus tard, Roukiata Ouédraogo estime que leur mort a sans doute joué un rôle dans sa propre volonté de faire du théâtre. À l'âge de 14 ans, elle vit elle-même une expérience théâtrale au sein d'une troupe scolaire qui se produit dans tout le pays. Elle explique par ailleurs que son intérêt pour la mode lui vient indirectement de sa mère, à force de la regarder se préparer quand elle était enfant. Durant sa jeunesse, elle a une petite activité économique comme coiffeuse et elle commence également à imaginer des vêtements. De par ses origines, elle parle à la fois français et bambara sans oublier le moore qui est sa langue native.

### Arrivée en France et activités diverses
En janvier 2000,, après l'obtention de son baccalauréat, elle quitte son pays natal à l'âge de 20 ans pour s'installer à Paris avec comme premier objectif d'étudier le stylisme. Elle vit chez son frère, arrivé en France avant elle. Une conseillère d'orientation la décourage en lui expliquant qu'elle n'a pas les moyens financiers suffisants et qu'elle devrait plutôt faire du travail social. Elle obtient alors le BAFA et devient éducatrice dans des centres sociaux,. Durant un temps très court, elle travaille aussi comme caissière et comme femme de ménage. Plus tard, elle commence une carrière de mannequin après avoir été repérée dans une rue, notamment pour la marque Nivea, pour une publicité de la marque Ushuaïa ou encore pour la marque de perruques Nu Ji. Elle travaille également comme danseuse. Guidée par des ambitions artistiques, elle s'inscrit dans une école de maquillage puis exerce ce métier pendant douze ans, y compris pour le cinéma ou pour de grandes marques de cosmétiques, dont Black Up et Make-up Art Cosmetics. Elle tente de mettre sur pied une entreprise de création textile au Burkina Faso, mais le projet n'aboutit pas.
Le 20 mars 2019, elle lit la dictée lors de la Journée internationale de la francophonie.

### Carrière de comédienne
En 2007, elle fait un stage au Cours Florent alors qu'elle n'envisage pas encore le théâtre comme une carrière possible, souhaitant seulement se sentir plus à l'aise pour prendre la parole en public. À l'issue de ce stage, elle intègre directement la deuxième année de formation de cette école, avec pour professeurs Fabienne Luketti et Georges Bécot. Elle continue à travailler comme maquilleuse durant les week-ends pour financer ses études. À la fin de son cursus en 2008, elle monte la pièce Yennenga, l'épopée des Mossé, qu'elle joue d'abord au sein de l'école en fin d'année puis au Théâtre de la Passerelle à Paris avec le soutien de ses formateurs. Elle s'inspire de la légende de Yennenga, une princesse amazone du XIe siècle. La pièce est un succès et Roukiata Ouédraogo part en tournée en France et en Europe. Elle l'interprète aussi à l'ambassade du Burkina Faso en France lors de la Journée de l'enfant africain, ainsi qu'à la maison de l'UNESCO. En 2010, elle présente ce spectacle au Burkina Faso accompagnée de quatre danseuses, dont à l'espace culturel Gambidi à Ouagadougou en septembre en présence de la télévision nationale et du ministre de la Culture burkinabé. Ce dernier invite la comédienne à se produire en décembre de la même année devant plusieurs chefs d'État africains.
En 2012, elle joue dans le spectacle Article 13 (qui fait référence à la Déclaration universelle des droits de l'homme) avec la compagnie d'art de rue Carabosse ; cette expérience lui permet d'obtenir son statut d'intermittente du spectacle et d'abandonner son activité de maquilleuse qu'elle continuait d'exercer jusque-là.
Fin 2012, elle crée un nouveau one-woman-show intitulé Ouagadougou pressé, qui parle notamment d'elle-même et d'immigration. Ce spectacle est notamment montré dans divers Instituts français en Afrique de l'Ouest puis à travers la France en 2015. Entre-temps, elle obtient son premier rôle au cinéma en apparaissant dans Samba d'Éric Toledano et Olivier Nakache.
Elle participe également à l'émission Le Parlement du rire sur Canal+.
En 2015, elle crée son troisième spectacle, Roukiata tombe le masque, à l'affiche au Théâtre du Point-Virgule, dans lequel elle aborde notamment les différences culturelles entre l'Afrique et la France ainsi que des sujets plus graves comme l'excision.
À partir d'avril 2017, elle tient régulièrement des chroniques humoristiques sur France Inter dans l'émission Si tu écoutes j'annule tout et continue lors de la saison suivante quand l'émission est renommée Par Jupiter !
En 2017, le producteur Pascal Guillaume voit Roukiata tombe le masque et décide de la produire. Aux côtés de Stéphane Eliard et Ali Bougheraba, elle réécrit son spectacle et le monte sous un nouveau titre : Je demande la route. Elle le joue de janvier à juin 2018 à Paris au Théâtre du Lucernaire, puis en juillet au Théâtre du Train Bleu dans le cadre du Festival Off d'Avignon.

### Vie personnelle
Elle est mariée avec Stéphane Eliard, qui est également son metteur en scène.

## Prises de positions
En mars 2024, elle est l'invitée de Patrick Simonin sur TV5 Monde, et se félicite de l'inscription de l'IVG dans l'article 34 de la constitution française.

## Théâtre
- 2008 : Yennenga, l'épopée des Mossé, d'elle-même, Comédie de la Passerelle à Paris[10] puis tournée en Europe et au Burkina Faso
- 2012 : Article 13, de Jorge Vargas, Compagnie d'art de rue Carabosse[8]
- 2013 : Ouagadougou pressé, d'elle-même et Stéphane Eliard, tournée en Afrique et en France[3]
- 2015 : Roukiata tombe le masque, d'elle-même et Stéphane Eliard, Théâtre du Point-Virgule[3]
- 2015 : La Buffle, de François Ha Van[12]
- 2017 : On dirait l'Odyssée, de Yeelem Jappain[12]
- 2018 : Je demande la route (réécriture de Roukiata tombe le masque), d'elle-même, Stéphane Eliard et Ali Bougheraba, Théâtre du Lucernaire (et Théâtre du Train Bleu, Festival Off d'Avignon, en juillet[16])

## Filmographie
Sauf indication contraire, les informations mentionnées dans cette section peuvent être confirmées par la base de données cinématographiques IMDb,  présente dans la section « Liens externes ».

### Cinéma

#### Longs métrages
- 2014 : Samba d'Éric Toledano et Olivier Nakache : une migrante à l'association
- 2014 : Femmes, entièrement femmes (docufiction sur l'excision ; initialement intitulé L'Amour en cage[2]) de Philippe Baqué et Dani Kouyaté : Bintou
- 2015 : Je compte sur vous de Pascal Elbé : une cliente de la banque Lerbier
- 2017 : La Vie de château de Modi Barry et Cédric Ido : la femme de la fin
- 2021 : Les Promesses de Thomas Kruithof : la voisine des Kupka

#### Courts métrages
- 2012 : La Danse des masques de Vaber Douhouré[12] : Marie[5]
- 2013 : Marie et les Gargouilles de Nicolas Trame : Marie
- 2014 : Writing Further Situations de Virgile Fraisse : Sandy[12]

### Télévision
- 2016 : Le Passe-muraille (téléfilm) de Dante Desarthe : la femme dans le métro[12]
- 2017 : Paris, etc. (série télévisée), saison 1 : une jurée[12]

### Doublage
- 2013 : Mbëkk mi, le souffle de l'océan (documentaire) de Sophie Bachelier[5]
- 2017 : Essi dans la forêt des monstres[12] (livre de coloriage animé) de Marguerite Abouet (textes) et Catherine Blancard-Parmentier (dessins), éditions Wakatoon

### Documentaires
Roukiata Ouedraogo a participé à plusieurs documentaires :
- 2014 : Femmes, entièrement femmes de Philippe Baqué et Dani Kouyaté
- 2019 : Le Lucernaire : 50 ans de théâtre de Sébastien Tézé
- 2022 : Graines d'espoir de Pierre Beccu

## Chroniques humoristiques
- 2014 : Plus d'Afrique, émission de télévision diffusée sur Canal+ Afrique[12]
- Depuis 2017 : Si tu écoutes j'annule tout, puis Par Jupiter !, puis C'est encore nous !, émission de radio diffusée sur France Inter

## Publications

### Roman
- 2020 : Du miel sous les galettes, Genève et Paris, Slatkine et Cie, 269 p. (ISBN 978-2-88944-139-6)[18] ; rééd. Pocket (no 18280), 2022, 233 p.  (ISBN 978-2-266-31420-6).
- 2024 : Un espoir rêvé, Paris, Rageot, 2024, 278 p. (ISBN 978-2-7002-7907-8).

### Bande dessinée
- 2021 : Ouagadougou pressé, scénario de Roukiata Ouedraogo, dessins d'Aude Massot , éditions Sarbacane, 167 pages  (ISBN 978-2-377-31775-2)

## Distinctions
- Coup de Cœur des Lycéens de la Fondation Prince Pierre de Monaco 2021 pour Du miel sous les galettes[19]
- Prix de la presse africaine 2020 : sélectionnée pour Du miel sous les galettes[20]